# آنا برون
آنا برون (انگلیسی: Ana Brun) هنرپیشه اهل پاراگوئه است.
از فیلم‌ها یا برنامه‌های تلویزیونی که وی در آن نقش داشته‌است می‌توان به وارثین اشاره کرد.
وی همچنین برندهٔ جوایزی همچون خرس نقره‌ای برای بهترین بازیگر زن در سال ۲۰۱۸ شده‌است.